# Napaskiak
Napaskiak es una ciudad ubicada en el área censal de Bethel en el estado estadounidense de Alaska. En el Censo de 2020 tenía una población de 509 habitantes y una densidad poblacional de 54,2 personas por km².

## Geografía
Napaskiak se encuentra en las coordenadas 60°41′51″N 161°44′56″O / 60.69750, -161.74889. Según la Oficina del Censo de los Estados Unidos, Napaskiak tiene una superficie total de 10.31 km², de la cual 9.39 km² corresponden a tierra firme y (8.85%) 0.91 km² es agua.

## Demografía
Según el censo de 2010, había 405 personas residiendo en Napaskiak. La densidad de población era de 39,3 hab./km². De los 405 habitantes, Napaskiak estaba compuesto por el 2.96% blancos, el 0% eran afroamericanos, el 96.54% eran amerindios, el 0% eran asiáticos, el 0% eran isleños del Pacífico, el 0% eran de otras razas y el 0.49% pertenecían a dos o más razas. Del total de la población el 0% eran hispanos o latinos de cualquier raza.